# Lutjanus madras
Lutjanus madras là một loài cá biển thuộc chi Lutjanus trong họ Cá hồng. Loài này được mô tả lần đầu tiên vào năm 1831.

## Từ nguyên
Từ định danh cũng là tên thường gọi của loài cá này bởi các ngư dân ở Seychelles, nơi mà mẫu định danh được thu thập.

## Phân bố và môi trường sống
Trước đây, L. madras được cho là có phân bố rộng khắp Ấn Độ Dương và Tây Thái Bình Dương, tuy nhiên, quần thể ở Đông Ấn đến Tây Thái là một loài ẩn sinh dưới danh pháp L. madras, mà sau này được mô tả là Lutjanus xanthopinnis.
L. madras thực sự dường như chỉ giới hạn ở Tây Ấn. Ngoài Seychelles là nơi thu thập mẫu định danh, mẫu vật khác và mã vạch DNA của loài này được ghi nhận tại bờ nam Oman, cụm đảo Zanzibar, Sri Lanka và bờ biển Thoothukudi (đông nam Ấn Độ), cũng có khả năng là tại quần đảo Lakshadweep.
Tuy nhiên, một cá thể L. madras đã được phát hiện ở ngoài khơi đảo Panay (Philippines). Mẫu vật này đã được phân tích hình thái lẫn di truyền và hoàn toàn khớp với bản so sánh của Iwatsuki và cộng sự (2015), là ghi nhận chính thức đầu tiên của L. madras ở Thái Bình Dương.

## Mô tả
Chiều dài cơ thể lớn nhất được ghi nhận ở L. madras là 30 cm.
Thân trên màu đỏ hồng nhạt hoặc xám bạc, sẫm màu hơn ở phần trên của đầu và lưng, trắng hơn ở bụng. Các sọc ngang màu vàng (mỗi sọc trên một hàng vảy cá) ở thân dưới, nằm dưới đường bên; sọc giữa thân kéo dài từ mắt dày hơn hẳn vì chiếm 1,5–3 hàng vảy và có màu đậm hơn; các vạch mỏng hơn màu vàng hoặc vàng nâu ở phía trên đường bên nhưng nằm xiên. Vây lưng, vây đuôi, hậu môn và vây ngực màu vàng tươi (vây đuôi có khi hơi sẫm đen); vây bụng màu trắng phớt vàng. Mống mắt đỏ nhạt đến vàng kim.
Số gai ở vây lưng: 10; Số tia vây ở vây lưng: 13; Số gai ở vây hậu môn: 3; Số tia vây ở vây hậu môn: 8; Số tia vây ở vây ngực: 17; Số vảy đường bên: 49–51.

## So sánh
L. madras và L. xanthopinnis khác nhau về số lượng vảy, và ở mức độ nào đó là về kiểu hình dù khó nhìn thấy. Kiểm tra hình thái của các mẫu vật kết hợp với việc phân tích và so sánh DNA ty thể cũng khẳng định tính riêng biệt của L. madras và L. xanthopinnis.
L. madras có nhiều vảy má (7–8) hơn so với L. xanthopinnis (4–5); rìa xương trước nắp mang không có vảy ở L. madras, nhưng ở L. xanthopinnis lại có nhiều vảy chìm ẩn. Về kiểu hình, khác nhau chủ yếu ở sọc giữa thân đối với cá thể trưởng thành của hai loài này. Sọc giữa của L. madras dày hơn hẳn, chiếm khoảng 1,5–3 hàng vảy, trong khi đó sọc giữa của L. xanthopinnis chỉ rộng bằng một hàng vảy. Cá con của hai loài, trái lại, đều có sọc giữa rất dày nên không thể phân biệt nếu chỉ quan sát bắng mắt thường.
L. madras và L. xanthopinnis cùng nằm trong nhóm phức hợp cá hồng sọc vàng với 5 loài khác, là Lutjanus adetii, Lutjanus lutjanus, Lutjanus mizenkoi, Lutjanus ophuysenii và Lutjanus vitta.